# Saint-Léger-sous-Margerie
Saint-Léger-sous-Margerie è un comune francese di 60 abitanti situato nel dipartimento dell'Aube nella regione del Grand Est.

## Società

### Evoluzione demografica
Abitanti censiti